# Rhino Rumble
Rhino Rumble  is een computerspel dat werd ontwikkeld door Lost Boys en uitgegeven door Telegames, Inc.. Het spel werd in 2002 uitgebracht voor de Game Boy Color.

## Gameplay
Rhino heeft te veel pepers gegeten en nu spuugt hij vuur. De enige manier om dit te stoppen is door de magische waterval te vinden. Onderweg komt de speler verschillende vijandige wezens tegen die de weg naar de waterval een stuk moeilijker maken. Er zijn Zeven werelden verdeeld in 19 niveaus. In elke wereld staan weer andere wezens de speler op te wachten om de weg naar zijn doel moeilijker te maken.